# G. Gordon Young
George Gordon Young, bekannt als G. Gordon Young (* 1908 in Bristol; † 3. April 1963 in Zürich) war ein britischer Journalist und Sachbuchautor.

## Leben und Tätigkeit
1930 trat Young in den Dienst der Nachrichtenagentur Reuters, für die er bis 1942 tätig war. Von 1934 bis 1937 war er ihr Berliner Korrespondent. Danach kehrte er als Redakteur (Associate Editor) ins Londoner Hauptbüro von Reuters zurück. In der Folgezeit übernahm er diverse Sonderaufträge für seine Agentur: So begleitete er George VI. und seine Frau auf ihrer Nordamerikareise auf der Yacht Empress of Australia im Jahr 1938, wohnte dem Bad Godesberger Treffen des britischen Premierministers Arthur Neville Chamberlain mit Hitler im September 1938 bei, interviewte Joseph Goebbels am 12. November 1938 – d. h. unmittelbar nach den von diesem mitinitiierten Pogromen der Reichskristallnacht – zur Judenfrage und reiste im Winter 1939/1940 nach Finnland, um über den sowjetischen Angriff auf dieses Land zu berichten. Im Frühjahr 1940 konnte Young, der bei Kriegsbeginn im September 1939 Quartier in Amsterdam genommen hatte, nur mit knapper Not aus den Niederlanden fliehen, als diese von deutschen Truppen besetzt wurden.
1942 wechselte Young zum Daily Express, für den er u. a. als Sonderkorrespondent aus dem Nahen Osten sowie aus Indien und Burma berichtete, bevor er in der letzten Kriegsphase Posten in der schwedischen Hauptstadt Stockholm bezog. Von dort reiste er – über Dänemark – 1945 nach Deutschland, von wo er als einer der ersten Reporter nach Kriegsende berichtete. So führte er bereits im Juni 1945 ein Interview mit dem Raketenforscher Wernher von Braun.
Seit 1959 war Young als Assistant Director für das International Press Institute (IPI) in Zürich tätig. Seine Hauptaufgaben waren die Leitung des I.P.I. Reports, des monatlichen Bekanntmachungsblatts des IPIs, und die Organisation der journalistischen Seminare, die das Institut veranstaltete.
Als Autor von Sachbüchern legte Young zwölf Werke vor.

## Schriften
- Voyage of State, 1939.
- Outposts of Victory, 1943.
- Outposts of Peace, 1945.
- Stalin's Heirs, 1953.
- Golden Prince. The remarkable Life of Prince ALi Khan, 1955.
- The Cat with Two Faces, 1957.
- House of Secrets, 1959.
- In Trust and Treason. The Strange Story of Suzanne Warren, 1959.
- The Fall and Rise of Alfried Krupp, 1960.
- IPI - the First Ten Years: The Story of the International Press Institute, 1962.